# Heidi Tjugum
Heidi Marie Tjugum (ur. 5 września 1973 w Drammen) – norweska piłkarka ręczna, wielokrotna reprezentantka Norwegii. Zdobyła wicemistrzostwo olimpijskie w 1992 roku w Barcelonie oraz brązowy medal olimpijski w 2000 roku w Sydney. Jest również wielokrotną medalistką mistrzostw Świata i Europy. Występuje jako bramkarka.

## Sukcesy
Mistrzostwa Europy:
- 1996:  wicemistrzostwo Europy; Dania
- 1998:  mistrzostwo Europy; Holandia
- 2002:  wicemistrzostwo Europy; Dania

Mistrzostwa świata:
- 1997:  wicemistrzostwo Świata; Niemcy
- 1999:  mistrzostwo Świata; Dania/Norwegia

Igrzyska olimpijskie:
- 1992:  wicemistrzostwo olimpijskie; Barcelona
- 2000:  brązowy medal mistrzostw olimpijskich; Sydney